# Рафаель Варан
Рафае́ль Вара́н (фр. Raphaël Varane; нар. 25 квітня 1993, Лілль) — французький футболіст мартиніканського походження, захисник.
Чемпіон Іспанії. Володар Суперкубка Іспанії з футболу. Володар Кубка Іспанії з футболу. Переможець Ліги чемпіонів УЄФА. Володар Суперкубка УЄФА.

## Клубна кар'єра

### «Ланс»
Вихованець юнацьких команд футбольних клубів «Ланс» та «Еллєм».
У дорослому футболі дебютував 2010 року виступами за «Ланс», в якому провів один сезон, взявши участь у 23 матчах чемпіонату. Більшість часу, проведеного у складі «Ланса», був основним гравцем захисту команди.

### «Реал»
До складу клубу «Реал Мадрид» приєднався 2011 року та грав там до 2021.

### «Манчестер Юнайтед»
До складу клубу «Манчестер Юнайтед» приєднався в літку 2021 року і тепер грає там. Сумма трансферу з урахуванням бонусів склала 50 мільйонів євро.

### «Комо»
28 липня 2024 року було оголошено, що клуб «Комо» підписав з гравцем дворічний контракт з можливістю його продовження. Через кілька тижнів, 11 серпня, він зазнав травми коліна у першому таймі матчу Кубка Італії проти «Сампдорії». Пізніше того ж місяця його виключили зі складу команди Серії А. 25 вересня 2024 року Рафаель оголосив про завершення кар'єри.

## Виступи за збірні
2010 року дебютував у складі юнацької збірної Франції, взяв участь у 2 іграх на юнацькому рівні, відзначившись 1 забитим голом.
З 2011 року залучався до складу молодіжної збірної Франції. На молодіжному рівні зіграв у 15 офіційних матчах та забив 3 голи.
2013 року дебютував в офіційних матчах у складі національної збірної Франції. Був одним з основних оборонців збірної Франції на чемпіонаті світу 2014 року, де взяв участь у всіх п'яти іграх команди. 
Наразі провів у формі головної команди країни 41 матч, забив 2 голи.
| Дата       | Місто           | Господарі            | Результат               | Гості                | Турнір                                    | Голи | Примітки |
| ---------- | --------------- | -------------------- | ----------------------- | -------------------- | ----------------------------------------- | ---- | -------- |
| 22-03-2013 | Сен-Дені        | Франція              | 3 – 1                   | Грузія               | Відбір до ЧС 2014                         | -    |          |
| 26-03-2013 | Сен-Дені        | Франція              | 0 – 1                   | Іспанія              | Відбір до ЧС 2014                         | -    |          |
| 11-10-2013 | Париж           | Франція              | 6 – 0                   | Австралія            | товариський матч                          | -    |          |
| 19-11-2013 | Сен-Дені        | Франція              | 3 – 0                   | Україна              | Відбір до ЧС 2014                         | -    |          |
| 05-03-2014 | Сен-Дені        | Франція              | 2 – 0                   | Нідерланди           | товариський матч                          | -    |          |
| 08-06-2014 | Лілль           | Франція              | 8 – 0                   | Ямайка               | товариський матч                          | -    |          |
| 15-06-2014 | Порту-Алегрі    | Франція              | 3 – 0                   | Гондурас             | ЧС 2014 - груповий етап                   | -    |          |
| 20-06-2014 | Салвадор        | Швейцарія            | 2 – 5                   | Франція              | ЧС 2014 - груповий етап                   | -    |          |
| 25-06-2014 | Ріо-де-Жанейро  | Еквадор              | 0 – 0                   | Франція              | ЧС 2014 - груповий етап                   | -    | 61'      |
| 30-06-2014 | Бразиліа        | Франція              | 2 – 0                   | Нігерія              | ЧС 2014 - 1/8 фіналу                      | -    |          |
| 04-07-2014 | Ріо-де-Жанейро  | Франція              | 0 – 1                   | Німеччина            | ЧС 2014 - чвертьфінал                     | -    |          |
| 04-09-2014 | Сен-Дені        | Франція              | 1 – 0                   | Іспанія              | товариський матч                          | -    |          |
| 07-09-2014 | Белград         | Сербія               | 1 – 1                   | Франція              | товариський матч                          | -    |          |
| 11-10-2014 | Сен-Дені        | Франція              | 2 – 1                   | Португалія           | товариський матч                          | -    |          |
| 14-10-2014 | Єреван          | Вірменія             | 0 – 3                   | Франція              | товариський матч                          | -    |          |
| 14-11-2014 | Ренн            | Франція              | 1 – 1                   | Албанія              | товариський матч                          | -    |          |
| 18-11-2014 | Марсель         | Франція              | 1 – 0                   | Швеція               | товариський матч                          | 1    |          |
| 26-03-2015 | Сен-Дені        | Франція              | 1 – 3                   | Бразилія             | товариський матч                          | 1    |          |
| 29-03-2015 | Сент-Етьєн      | Франція              | 2 – 0                   | Данія                | товариський матч                          | -    |          |
| 07-06-2015 | Сен-Дені        | Франція              | 3 – 4                   | Бельгія              | товариський матч                          | -    |          |
| 13-06-2015 | Ельбасан        | Албанія              | 1 – 0                   | Франція              | товариський матч                          | -    |          |
| 04-09-2015 | Лісабон         | Португалія           | 0 – 1                   | Франція              | товариський матч                          | -    |          |
| 07-09-2015 | Бордо           | Франція              | 2 – 1                   | Сербія               | товариський матч                          | -    |          |
| 08-10-2015 | Ніцца           | Франція              | 4 – 0                   | Вірменія             | товариський матч                          | -    |          |
| 11-10-2015 | Копенгаген      | Данія                | 1 – 2                   | Франція              | товариський матч                          | -    | 46'      |
| 13-11-2015 | Сен-Дені        | Франція              | 2 – 0                   | Німеччина            | товариський матч                          | -    |          |
| 17-11-2015 | Лондон          | Англія               | 2 – 0                   | Франція              | товариський матч                          | -    |          |
| 25-3-2016  | Амстердам       | Нідерланди           | 1 – 2                   | Франція              | товариський матч                          | -    |          |
| 29-3-2016  | Сен-Дені        | Франція              | 4 – 2                   | Росія                | товариський матч                          | -    |          |
| 1-9-2016   | Барі            | Італія               | 1 – 3                   | Франція              | товариський матч                          | -    | кап.     |
| 6-9-2016   | Борисов         | Білорусь             | 0 – 0                   | Франція              | Відбір до ЧС 2018                         | -    | кап.     |
| 7-10-2016  | Сен-Дені        | Франція              | 4 – 1                   | Болгарія             | Відбір до ЧС 2018                         | -    |          |
| 10-10-2016 | Амстердам       | Нідерланди           | 0 – 1                   | Франція              | Відбір до ЧС 2018                         | -    |          |
| 11-11-2016 | Сен-Дені        | Франція              | 2 – 1                   | Швеція               | Відбір до ЧС 2018                         | -    |          |
| 15-11-2016 | Ланс            | Франція              | 0 – 0                   | Кот-д'Івуар          | товариський матч                          | -    | 46'      |
| 9-6-2017   | Стокгольм       | Швеція               | 2 – 1                   | Франція              | Відбір до ЧС 2018                         | -    |          |
| 13-6-2017  | Сен-Дені        | Франція              | 3 – 2                   | Англія               | товариський матч                          | -    | 47'      |
| 7-10-2017  | Софія           | Болгарія             | 0 – 1                   | Франція              | Відбір до ЧС 2018                         | -    |          |
| 10-10-2017 | Сен-Дені        | Франція              | 2 – 1                   | Білорусь             | Відбір до ЧС 2018                         | -    |          |
| 14-11-2017 | Кельн           | Німеччина            | 2 – 2                   | Франція              | товариський матч                          | -    | кап.     |
| 23-3-2018  | Сен-Дені        | Франція              | 2 – 3                   | Колумбія             | товариський матч                          | -    |          |
| 23-3-2018  | Сен-Дені        | Франція              | 2 – 3                   | Колумбія             | товариський матч                          | -    |          |
| 9-6-2018   | Ліон            | Франція              | 1 – 1                   | США                  | товариський матч                          | -    |          |
| 16-6-2018  | Казань          | Франція              | 2 – 1                   | Австралія            | ЧС 2018 - груповий етап                   | -    |          |
| 21-6-2018  | Єкатеринбург    | Франція              | 1 – 0                   | Перу                 | ЧС 2018 - груповий етап                   | -    |          |
| 26-6-2018  | Москва          | Данія                | 0 – 0                   | Франція              | ЧС 2018 - груповий етап                   | -    | кап.     |
| 30-6-2018  | Казань          | Франція              | 4 – 3                   | Аргентина            | ЧС 2018 - 1/8 фіналу                      | -    |          |
| 6-7-2018   | Нижній Новгород | Уругвай              | 0 – 2                   | Франція              | ЧС 2018 - чвертьфінал                     | 1    |          |
| 10-7-2018  | Санкт-Петербург | Франція              | 1 – 0                   | Бельгія              | ЧС 2018 - півфінал                        | -    |          |
| 15-7-2018  | Москва          | Франція              | 4 – 2                   | Хорватія             | ЧС 2018 - фінал                           | -    |          |
| 6-9-2018   | Мюнхен          | Німеччина            | 0 – 0                   | Франція              | Ліга націй УЄФА 2018—2019 - груповий етап | -    |          |
| 9-9-2018   | Париж           | Франція              | 2 – 1                   | Нідерланди           | Ліга націй УЄФА 2018—2019 - груповий етап | -    |          |
| 11-10-2018 | Генгам          | Франція              | 2 – 2                   | Ісландія             | товариський матч                          | -    | 46'      |
| 16-10-2018 | Сен-Дені        | Франція              | 2 – 1                   | Німеччина            | Ліга націй УЄФА 2018—2019 - груповий етап | -    |          |
| 16-11-2018 | Роттердам       | Нідерланди           | 2 – 0                   | Франція              | Ліга націй УЄФА 2018—2019 - груповий етап | -    |          |
| 22-3-2019  | Кишинів         | Молдова              | 1 – 4                   | Франція              | Відбір до ЧЄ 2020                         | 1    | 34'      |
| 25-3-2019  | Сен-Дені        | Франція              | 4 – 0                   | Ісландія             | Відбір до ЧЄ 2020                         | -    |          |
| 4-6-2019   | Нант            | Франція              | 2 – 0                   | Болівія              | товариський матч                          | -    | cap.     |
| 8-6-2019   | Конья           | Туреччина            | 2 – 0                   | Франція              | Відбір до ЧЄ 2020                         | -    |          |
| 7-9-2019   | Сен-Дені        | Франція              | 4 – 1                   | Албанія              | Відбір до ЧЄ 2020                         | -    |          |
| 10-9-2019  | Сен-Дені        | Франція              | 3 – 0                   | Андорра              | Відбір до ЧЄ 2020                         | -    |          |
| 11-10-2019 | Рейк'явік       | Ісландія             | 0 – 1                   | Франція              | Відбір до ЧЄ 2020                         | -    | кап.     |
| 14-10-2019 | Сен-Дені        | Франція              | 1 – 1                   | Туреччина            | Відбір до ЧЄ 2020                         | -    | кап.     |
| 14-11-2019 | Сен-Дені        | Франція              | 2 – 1                   | Молдова              | Відбір до ЧЄ 2020                         | 1    | кап.     |
| 17-11-2019 | Тирана          | Албанія              | 0 – 2                   | Франція              | Відбір до ЧЄ 2020                         | -    | кап.     |
| 5-9-2020   | Сульна          | Швеція               | 0 – 1                   | Франція              | Ліга націй УЄФА 2020—2021 - груповий етап | -    |          |
| 7-10-2020  | Сен-Дені        | Франція              | 7 – 1                   | Україна              | товариський матч                          | -    | 46'      |
| 11-10-2020 | Сен-Дені        | Франція              | 0 – 0                   | Португалія           | Ліга націй УЄФА 2020—2021 - груповий етап | -    |          |
| 14-10-2020 | Загреб          | Хорватія             | 1 – 2                   | Франція              | Ліга націй УЄФА 2020—2021 - груповий етап | -    |          |
| 11-11-2020 | Сен-Дені        | Франція              | 0 – 2                   | Фінляндія            | товариський матч                          | -    | 80'      |
| 14-11-2020 | Лісабон         | Португалія           | 0 – 1                   | Франція              | Ліга націй УЄФА 2020—2021 - груповий етап | -    |          |
| 17-11-2020 | Сен-Дені        | Франція              | 4 – 2                   | Швеція               | Ліга націй УЄФА 2020—2021 - груповий етап | -    | 46'      |
| 24-3-2021  | Сен-Дені        | Франція              | 1 – 1                   | Україна              | Відбір до ЧС 2022                         | -    |          |
| 31-3-2021  | Сараєво         | Боснія і Герцеговина | 0 – 1                   | Франція              | Відбір до ЧС 2022                         | -    | 51'      |
| 2-6-2021   | Ніцца           | Франція              | 3 – 0                   | Уельс                | товариський матч                          | -    |          |
| 8-6-2021   | Сен-Дені        | Франція              | 3 – 0                   | Болгарія             | товариський матч                          | -    |          |
| 15-6-2021  | Мюнхен          | Франція              | 1 – 0                   | Німеччина            | ЧЄ 2020 - груповий етап                   | -    |          |
| 19-6-2021  | Будапешт        | Угорщина             | 1 – 1                   | Франція              | ЧЄ 2020 - груповий етап                   | -    |          |
| 23-6-2021  | Будапешт        | Португалія           | 2 – 2                   | Франція              | ЧЄ 2020 - груповий етап                   | -    |          |
| 28-6-2021  | Бухарест        | Франція              | 3 – 3 д.ч. (4 – 5 п.п.) | Швейцарія            | ЧЄ 2020 - 1/8 фіналу                      | -    | 30'      |
| 1-9-2021   | Сен-Дені        | Франція              | 1 – 1                   | Боснія і Герцеговина | Відбір до ЧС 2022                         | -    |          |
| 7-9-2021   | Десін-Шарп'є    | Франція              | 2 – 0                   | Фінляндія            | Відбір до ЧС 2022                         | -    |          |
| 7-10-2021  | Турин           | Бельгія              | 2 – 3                   | Франція              | Ліга націй УЄФА 2020—2021 - півфінал      | -    |          |
| 10-10-2021 | Мілан           | Іспанія              | 1 – 2                   | Франція              | Ліга націй УЄФА 2020—2021 - фінал         | -    | 43'      |
| 25-3-2022  | Марсель         | Франція              | 2 – 1                   | Кот-д'Івуар          | товариський матч                          | -    | 59'      |
| 29-3-2022  | Вільнев-д'Аск   | Франція              | 5 – 0                   | ПАР                  | товариський матч                          | -    | кап. 80' |
| 3-6-2022   | Сен-Дені        | Франція              | 1 – 2                   | Данія                | Ліга націй УЄФА 2022—2023 - груповий етап | -    | 61'      |
| 22-9-2022  | Сен-Дені        | Франція              | 2 – 0                   | Австрія              | Ліга націй УЄФА 2022—2023 - груповий етап | -    | кап.     |
| 26-11-2022 | Доха            | Франція              | 2 – 1                   | Данія                | ЧС 2022 - груповий етап                   | -    | 75'      |
| 30-11-2022 | Ер-Раян         | Туніс                | 1 – 0                   | Франція              | ЧС 2022 - груповий етап                   | -    | кап. 63' |
| 4-12-2022  | Доха            | Франція              | 3 – 1                   | Польща               | ЧС 2022 - 1/8 фіналу                      | -    |          |
| 10-12-2022 | Ель-Хаур        | Англія               | 1 – 2                   | Франція              | ЧС 2022 - чвертьфінал                     | -    |          |
| 14-12-2022 | Ель-Хаур        | Франція              | 2 – 0                   | Марокко              | ЧС 2022 - півфінал                        | 1    |          |
| 18-12-2022 | Лусаїл          | Аргентина            | 3 – 3 д.ч. (4 – 2 п.п.) | Франція              | ЧС 2022 - фінал                           | -    | 113'     |
| Усього     |                 | Матчів               | 93                      |                      | Голів                                     | 5    |          |

## Досягнення
«Реал Мадрид»
- Чемпіон Іспанії (3): 2011-12, 2016-17, 2019-20
- Володар Суперкубка Іспанії (3): 2012, 2017, 2019
- Володар кубка Іспанії (1): 2014
- Переможець Ліги Чемпіонів УЄФА (4): 2013-14, 2015-16, 2016-17, 2017-18
- Володар Суперкубка УЄФА (3): 2014, 2016, 2017
- Переможець Клубного чемпіонату світу (4): 2014, 2016, 2017, 2018

Франція
- Чемпіон світу (1): 2018
- Віцечемпіон світу: 2022
- Переможець Ліги націй УЄФА: 2021-22

«Манчестер Юнайтед»
- Володар Кубка Футбольної ліги (1): 2023
- Володар Кубка Англії (1): 2023-24

Особисті
- Збірна Світу ФІФА (1): 2018